# Lecanodiaspis magna
Lecanodiaspis magna är en insektsart som först beskrevs av Charles Kimberlin Brain 1920.  Lecanodiaspis magna ingår i släktet Lecanodiaspis och familjen Lecanodiaspididae. Inga underarter finns listade i Catalogue of Life.